# Ataque à basílica de Notre-Dame em Nice
O ataque à Basílica de Notre-Dame em Nice foi um ataque terrorista islâmico com faca perpetrado em Nice (Alpes Marítimos, França) em 29 de outubro de 2020, entre 8h50 e 9h. O ataque ocorreu perto e dentro da basílica de Notre-Dame de Nice e causou várias vítimas, incluindo três mortos (duas mulheres e um homem). O agressor, um tunisiano de 21 anos, foi ferido antes de ser preso.

## Contexto
Nos últimos anos, a França viu muitos ataques terroristas jihadistas, realizados tanto pelo Estado islâmico quanto por células terroristas da Al-Qaeda, e por terroristas solitários inspirados pelos dois grupos. Nice foi palco de um ataque de caminhão em 2016, que resultou na morte de 86 pessoas - o ataque ocorreu a cerca de 0,8 km (0,50 mi) de distância do local do ataque de 2020. Doze dias após o ataque de 2016, um padre, Jacques Hamel, foi assassinado em um ataque a uma igreja na Normandia.
Quatro semanas antes deste incidente, o presidente francês Emmanuel Macron descreveu o Islã como uma religião "em crise" em todo o mundo, provocando reação dos muçulmanos. Ele prometeu apresentar um projeto de lei para fortalecer uma lei de 1905 que separava oficialmente a igreja do estado na França. Duas semanas depois, Samuel Paty, um professor de história, foi assassinado e decapitado na Ilha de França por um muçulmano checheno de 18 anos que adquiriu o status de refugiado na França em março de 2020, depois que o professor mostrou cartoons do Charlie Hebdo retratando o profeta islâmico Maomé a seus alunos. Após o assassinato do professor, Macron defendeu a publicação de caricaturas retratando Maomé com base na liberdade de expressão. Após esses eventos, e a defesa dos cartuns por Macron em particular, o presidente turco Recep Tayyip Erdoğan pediu um boicote aos produtos franceses. Vários protestos em todo o mundo muçulmano se seguiram, nos quais as fotos de Macron foram queimadas, acompanhadas de cânticos contra a França.

## O incidente

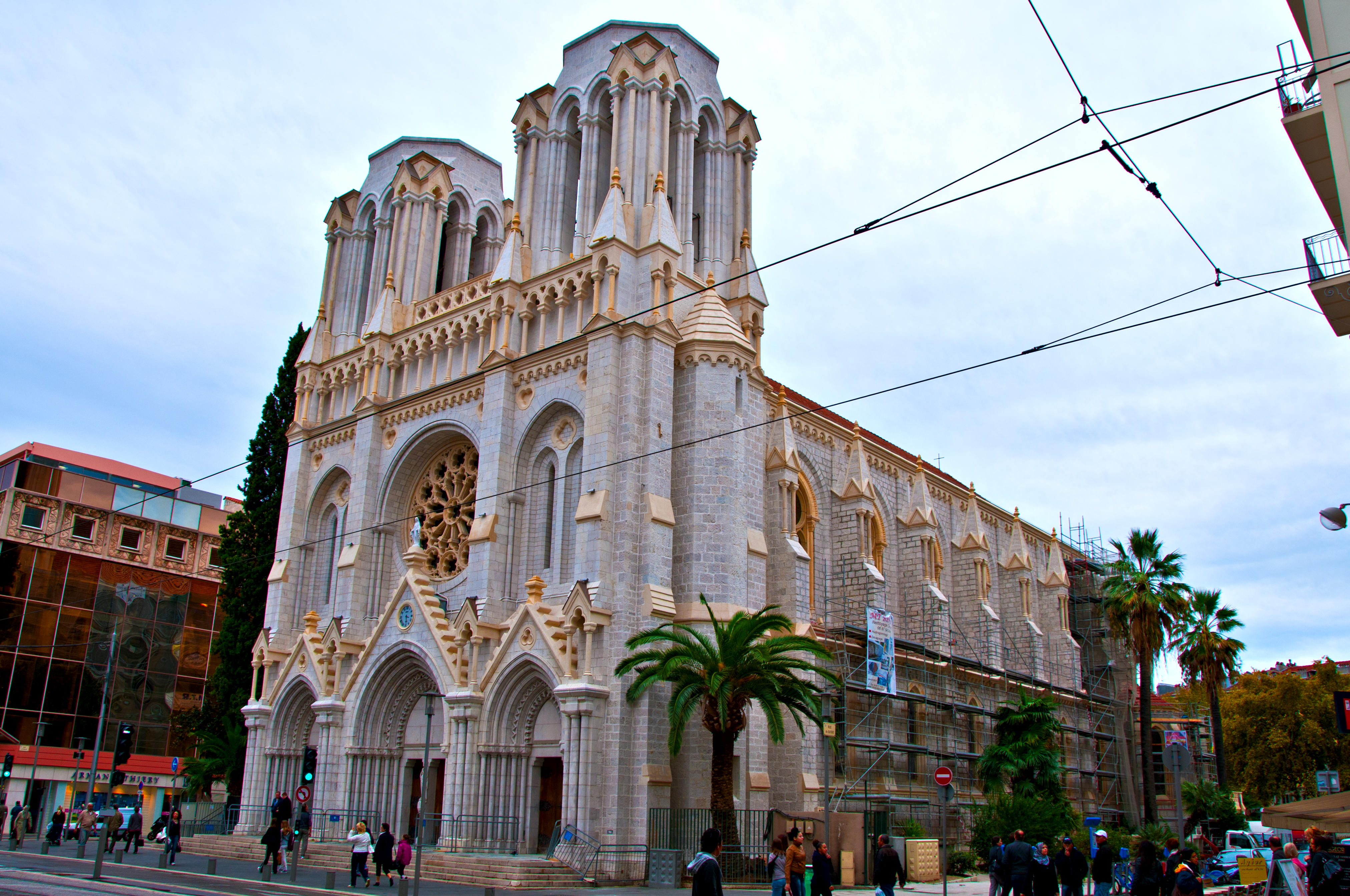
Notre-Dame de Nice, local do ataque

Brahim Aouissaoui, o agressor,  foi visto às 6h47, na estação Nice-Ville. Ele modificou sua forma de vestir, virando o paletó e trocando de sapatos. Ele saiu às 8:13 da manhã.
Uma vez fora da estação, ele começou uma caminhada de cerca de 400 metros e encontrou-se em frente à basílica de Notre-Dame de Nice. Brahim Aouissaoui entrou no edifício às 8h29, onde permaneceu um pouco menos de 30 minutos e atacou as três vítimas, em particular Vincent Loquès, o sacristão da basílica. Em seguida, ele mata uma mulher, depois fere gravemente uma segunda mulher que conseguirá escapar às 8h54 pelo lado esquerdo da basílica com vista para a rue d'Italie, antes de sucumbir aos ferimentos.
Às 8h57, avisada por uma testemunha, uma equipe de quatro policiais municipais interveio. Eles entraram no local pelo lado esquerdo, avançaram por um corredor e enfrentaram o agressor que, ameaçadoramente, avança em direção à polícia gritando "Allahu akbar". Eles primeiro usam uma pistola de pulso elétrica antes de sacar suas armas de serviço, abrindo fogo quase 14 vezes contra o indivíduo que será gravemente ferido e preso.

## Vítimas
A primeira vítima é uma mulher de 60 anos com a garganta cortada dentro da basílica. A segunda vítima, de 54 anos, é o sacristão da basílica, mortalmente ferido por facadas, também encontrado na basílica. A terceira vítima, uma mulher de 44 anos, morreu em um bar em frente, onde se refugiou após ser ferida.
A polícia municipal, que chegou primeiro ao local, atirou e feriu o perpetrador, que foi transferido para um hospital, gritando repetidamente “Allahu akbar”.
| Nome                 | Idade (anos) | Nacionalidade   | Infos                                                    | Fontes               |
| -------------------- | ------------ | --------------- | -------------------------------------------------------- | -------------------- |
| Nadine Devillers     | 60           | França          | mãe, fiel da basílica                                    | [ 10 ] [ 13 ]        |
| Vincent Loquès       | 54           | França          | pai de dois filhos e sacristão da basílica               | [ 10 ] [ 14 ]        |
| Simone Barreto Silva | 44           | França · Brasil | mãe de três filhos, assistente social e fiel da basílica | [ 10 ] [ 15 ] [ 16 ] |

## Acusado
O agressor é um tunisiano de 21 anos, Brahim Aouissaoui (árabe: إبراهيم العيساوي). Ele cresceu perto de Sfax, Tunísia. Ele chegou como um migrante no final de setembro de 2020 na ilha de Lampedusa, Itália, em meio à pandemia de COVID-19 na Tunísia. Ele foi obrigado a passar 20 dias em quarentena de coronavírus, e passou a maior parte desse tempo em seu telefone. De acordo com o jornal italiano Corriere della Sera, Aouissaoui recebeu uma notificação informando que ele estava sendo expulso da Itália por entrada ilegal e tinha até 9 de outubro para sair voluntariamente, mas seu movimento não foi monitorado. Em vez de deixar a Itália, naquele dia, ele se mudou para a cidade portuária de Bari, no sul da Itália. Não houve indicação se houve alguma outra ação tomada para assegurar sua cooperação. Após sua chegada em Bari, Aouissaoui viajou para Nice de trem nos dias seguintes. Sua entrada na França foi facilitada pela carteira de identidade dada a ele pela ONG de refugiados da Cruz Vermelha.
Em entrevista à Al Arabiya após o ataque, a mãe de Aouissaoui disse que ficou surpresa quando seu filho ligou para informá-la de que estava na França, já que não sabia o idioma nem conhecia ninguém lá. Seu irmão mais velho disse à BBC News que Aouissaoui alegou que conhecia alguém na França e que procuraria essa pessoa para obter ajuda. Um vizinho disse à Al Arabiya que Aouissaoui trabalhava como mecânico e em outros biscates enquanto estava na Tunísia, mas não mostrou nenhum sinal de radicalização.
O promotor-chefe antiterrorismo francês, Jean-François Ricard, disse que o suspeito não havia aparecido no radar de nenhuma agência de inteligência como uma potencial ameaça terrorista.
Em 24 de fevereiro de 2025, Aouissaoui confessou finalmente seus crimes durante seu julgamento no Tribunal Especial de Paris, que começou no dia 10 do mesmo mês. Em 26 de fevereiro, ele foi condenado à prisão perpétua sem possibilidade de redução de pena.

## Reações

### Reações na França
Um minuto de silêncio foi mantido na Assembleia Nacional após a notícia do esfaqueamento. O presidente Emmanuel Macron visitou o local do ataque no final da manhã e chamou o incidente de "ataque terrorista islâmico". Macron pediu firmeza e unidade e expressou sua solidariedade com a comunidade católica da França. Ele também disse que protegeria escolas e locais de culto, dobrando a presença das forças de segurança. O ministro do Interior francês, Gerald Damarnin, disse que a França estava engajada em uma guerra contra a ideologia islâmica e que mais ataques em solo francês eram prováveis, acrescentando: "Estamos em uma guerra contra um inimigo que está tanto dentro quanto fora".
Um representante do Conselho Francês da Fé Muçulmana condenou o ataque, dizendo: “Em sinal de luto e solidariedade para com as vítimas e seus entes queridos, peço a todos os muçulmanos na França que cancelem todas as celebrações do feriado de Mawlid".

### Reações no exterior
O presidente do Parlamento Europeu, David Sassoli, o primeiro-ministro espanhol Pedro Sánchez e o primeiro-ministro italiano Giuseppe Conte, todos divulgaram declarações expressando suas condolências ao povo francês. A Turquia condenou o ataque como "selvagem". O ataque também foi condenado pela Arábia Saudita.
O líder do Exército/Movimento de Libertação do Sudão (al-Nur) Abdul Wahid al Nur ofereceu condolências ao povo francês e condenou o atacante, dizendo: "Como vítimas de um genocídio em Darfur em curso, racionalizado com base no racismo e preceitos reacionários do extremismo islâmico estremecemos com o atacante".
Sayyed Hassan Nasrallah, o líder do Hezbollah, denunciou o ataque, mas disse: "Vocês protegeram  os grupos takfiri e enviaram-nos para cometer crimes na Síria [...] Vocês estão pagando o preço de apoiar os grupos terroristas. [... ] Enquanto lutávamos contra os terroristas na Síria, vocês lhes davam todas as formas de apoio ... As autoridades francesas envolveram seu país em uma guerra aberta contra o Islã, em vez de abordar a causa original da crise representada por insultos contra o profeta Maomé... "
No Paquistão, Bangladesh e territórios palestinos, dezenas de milhares de muçulmanos fizeram protestos anti-franceses após as orações de sexta-feira.

### Reações de igrejas
O Conselho Mundial de Igrejas expressou solidariedade com a nação francesa e suas igrejas após o esfaqueamento de Nice. O Papa Francisco ofereceu orações e expressou pesar após o ataque.